# Mitchy Ntelo
Mitchy-Yorham Ntelo Mbala (Liegi, 4 maggio 2001) è un calciatore belga, attaccante dell'Yverdon.

## Carriera

### Club
Ntelo è cresciuto nel settore giovanile dello Standard Liegi e nell'estate del 2021 è stato ceduto in prestito all'MVV per giocare con maggior frequenza. Ha esordito nel calcio professionistico il 9 agosto nell'incontro di Eerste Divisie vinto 1-0 contro il Jong Utrecht e una decina di giorni dopo ha segnato i suoi primi gol realizzando una tripletta nel successo casalingo per 3-2 contro l'Helmond Sport.
Il 3 agosto 2022 è stato acquistato a titolo definitivo dal Charleroi che lo ha assegnato alla propria squadra riserve. La stagione successiva ha iniziato a fare i primi passi nella squadra principale e il 29 luglio 2023 ha esordito in Pro League nell'incontro pareggiato 1-1 contro l'OH Lovanio.
Il 30 gennaio 2024 è stato acquistato dalla Lokomotiv Plovdiv. Dopo soli sei mesi, ha cambiato nuovamente maglia trasferendosi in Svizzera all'Yverdon.

### Nazionale
Ha giocato nelle nazionale giovanile belga Under-19.

## Statistiche

### Presenze e reti nei club
Statistiche aggiornate al 10 novembre 2024.
| Stagione        | Squadra                | Campionato      | Campionato | Campionato | Coppe nazionali | Coppe nazionali | Coppe nazionali | Coppe continentali | Coppe continentali | Coppe continentali | Altre coppe | Altre coppe | Altre coppe | Totale | Totale | Totale |
| Stagione        | Squadra                | Comp            | Pres       | Reti       | Comp            | Pres            | Reti            | Comp               | Pres               | Reti               | Comp        | Pres        | Reti        | Pres   | Reti   |        |
| --------------- | ---------------------- | --------------- | ---------- | ---------- | --------------- | --------------- | --------------- | ------------------ | ------------------ | ------------------ | ----------- | ----------- | ----------- | ------ | ------ | ------ |
| 2021-2022       | MVV                    | 1D              | 34         | 10         | CO              | 2               | 0               | -                  | -                  | -                  | -           | -           | -           | 36     | 10     |        |
| 2022-2023       | Zébra Élites Charleroi | N1              | 31         | 4          | -               | -               | -               | -                  | -                  | -                  | -           | -           | -           | 31     | 4      |        |
| 2023-gen. 2024  | Zébra Élites Charleroi | N1              | 10         | 1          | -               | -               | -               | -                  | -                  | -                  | -           | -           | -           | 10     | 1      |        |
| 2023-gen. 2024  | Charleroi              | D1              | 4          | 0          | CB              | 0               | 0               | -                  | -                  | -                  | -           | -           | -           | 4      | 0      |        |
| gen.-giu. 2024  | Lokomotiv Plovdiv      | 1L              | 15         | 5          | CB              | 0               | 0               | -                  | -                  | -                  | -           | -           | -           | 15     | 5      |        |
| lug.-ago. 2024  | Lokomotiv Plovdiv      | 1L              | 3          | 1          | CB              | 0               | 0               | -                  | -                  | -                  | -           | -           | -           | 3      | 1      |        |
| 2024-2025       | Yverdon                | SL              | 8          | 1          | CS              | 1               | 1               | -                  | -                  | -                  | -           | -           | -           | 9      | 2      |        |
| Totale carriera | Totale carriera        | Totale carriera | 105        | 22         |                 | 3               | 1               |                    | -                  | -                  |             | -           | -           | 108    | 23     |        |